# Kathryn Stockett
Kathryn Stockett (Jackson, Mississipi, 1969) é uma escritora norte-americana, conhecida por seu romance de estreia, The Help, acerca de empregadas domésticas afro-americanas que trabalham em lares brancos, na década de 1960. O livro ganhou destaque como bestseller poucos meses depois de ser lançado.

## Biografia
Nascida em Jackson, Mississipi, Kathryn é filha de Robert Stockett e Ruth Elliott Stockett, e possui outros quatro irmãos. Até 2001, viveu em Nova Iorque, onde trabalhou no mercado editorial, porém a romancista reside atualmente em Atlanta.
Seu romance de estreia foi escrito como homenagem a Demetrie, a empregada negra que foi seu porto seguro em uma infância fraturada pelas separações e ausências dos pais. Stockett disse que o escreveu "para encontrar respostas às suas próprias perguntas, para acalmar sua mente sobre Demetrie". Tate Taylor, um amigo de infância de Kathryn, escreveu o roteiro da adaptação cinematográfica do livro. O filme, baseado no livro, foi um dos indicados ao Oscar de melhor filme em 2012.